# Serinagar
Serinagar (em hindi: Srinagar) é a capital de verão e a maior cidade do território da união administrada pela Índia de Jamu e Caxemira na disputada região da Caxemira. Encontra-se no Vale da Caxemira ao longo das margens do rio Jelum e nas margens dos lagos Dal e Anchar, entre o Colinas Hari Parbat e Shankaracharya A cidade é conhecida por seu ambiente natural, vários jardins, orlas e casas flutuantes. Também é conhecida pelo artesanato tradicional da Caxemira, como o xale da Caxemira (feito de pashmina e lã de caxemira), papel machê, escultura em madeira, tecelagem de tapetes e fabricação de joias, bem como frutas secas. É a segunda maior área metropolitana do Himalaia (depois de Catmandu, capital do Nepal).
Fundada no século VI durante o governo da dinastia Gonanda de acordo com Rajatarangini, a cidade assumiu o nome de uma capital anterior que se acredita ter sido fundada pelos Mauryas em sua vizinhança. A cidade permaneceu a capital mais importante do Vale da Caxemira sob as dinastias hindus e foi um importante centro de aprendizado. Durante os séculos 14 a 16, a cidade velha da cidade viu grandes expansões, particularmente sob a dinastia Shah Mir, cujos reis usaram várias partes dela como suas capitais. Tornou-se o centro espiritual da Caxemira e atraiu vários pregadores sufis. Também começou a emergir como um centro de xaletecelagem e outros artesanatos da Caxemira. No final do século XVI, a cidade tornou-se parte do Império Mogol, muitos dos quais imperadores a usaram como resort de verão. Muitos jardins Mogols foram construídos na cidade e ao redor do lago Dal durante esse período, dos quais Shalimar e Nishat são os mais conhecidos.
Depois de passar pelas mãos dos afegãos Durranis e sikhs no final do século XVIII e início do século XIX, ela se tornou a capital de verão do reino Dogra de Jammu e Caxemira em 1846. A cidade se tornou um destino turístico popular entre os europeus e as elites indianas durante esse período, com vários hotéis e suas icônicas casas flutuantes sendo construídas. Em 1952, a cidade tornou-se a capital de verão de Jammu e Caxemira, região administrada pela Índia como um estado, sendo Jammu sua capital de inverno. Foi o ponto crítico da violência durante a insurgência dos anos 1990 e início dos anos 2000 na região. Em 2019, tornou-se a capital de verão de uma região menor que é administrada pela Índia como território da união, após a reorganização do antigo estado.

## Imagem

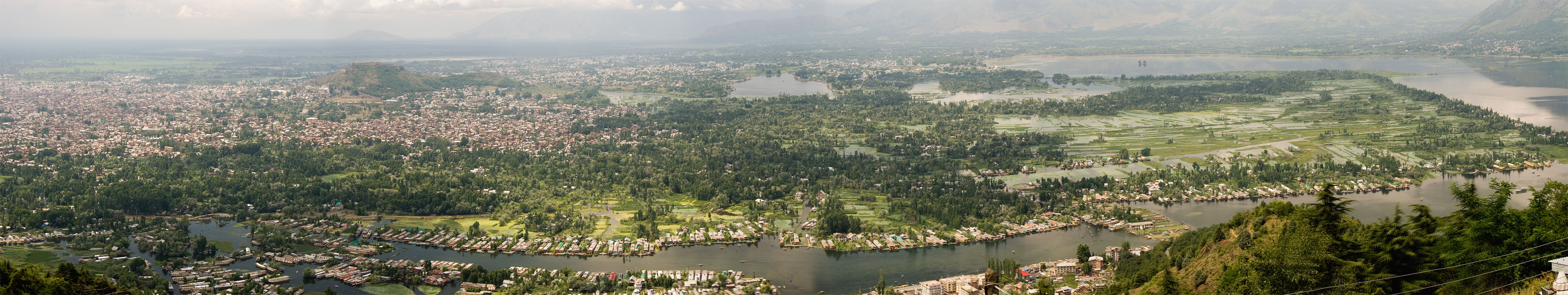
Vista do lago Dal e de Serinagar

## Pessoas notáveis
- Agha Shahid Ali (1949–2001)
- Joanna Lumley (1946-presente)